# 宮咲志帆
宮咲 志帆（みやざき しほ、1986年3月20日 - ）は、日本の元AV女優。

## 略歴
- 2004年にAVデビュー。

- 2010年に公式ブログ閉鎖。

## 出演作品

### アダルトビデオ
2005年
- みるスポ!（2月15日、みるきぃぷりん♪）
- 早熟ロ●ータ（3月1日、ワンズファクトリー）
- 白昼淫夢・猥褻妄想クリニック（3月28日、アヴァ）
- ラブレズ 〔宮咲志帆×片平みく〕（4月15日、みるきぃぷりん♪）
- 極尻（4月15日、アレックス）
- COVER GIRL 4（4月20日、イマージュ）
- 早熟ロ●ータ（5月1日、ワンズファクトリー）
- ゴスロリ（5月1日、ワンズファクトリー）
- こんでんすみるきぃ 体育編04（5月13日、みるきぃぷりん♪）
- 筆下ろし最高峰 4（7月20日、ホットエンターテイメント）
- 打擲願望の女 2（7月22日、シネマジック）
- ツインテール 女子校生（8月5日、TMA）
- オジコンギャル?のおやじ逆ナンパ 2（9月25日、ホットエンターテイメント）
- 強制 嫌がらせ（11月17日、甲斐正明事務所（ブリット））
- 打擲願望の女（11月24日、シネマジック）
- 居酒屋で客にバレないように強制SEX 2（12月21日、甲斐正明事務所（ブリット））

2006年
- KARMA パイパン GP ロリータパイパンvs熟女パイパン（1月13日、カルマ）
- 禁断のロリ妄想 ～妹とセックス～（3月1日、ワンズファクトリー）オムニバス作品
- 女囚哀歌（3月4日、シネマジック）
- 世界の終わりと不思議の森のローカル少女（3月20日、大洋図書）
- 美尻の美学（5月15日、ミル）
- パイパンレズビアン 3（7月13日、カルマ）
- 達磨アクメ 拾 （7月16日、ベイビーエンターテイメント）オムニバス作品
- 禁断実録同性愛者の館（8月4日、アウダースジャパン）
- 少女体罰 3（9月13日、中嶋興業）
- ピュアレズビアン 唯と志帆のレズ撮りオナ撮り（9月13日、グローリークエスト）
- ピストン騎乗位2（9月17日、アロマ企画）
- AVギャルの素人電車男逆ナンパ180分（9月22日、ビッグモーカル）
- 禁断実録レズビアンナイト（10月5日、アウダースジャパン）
- DOKIレズ 3（10月5日、アウダースジャパン）
- 新生!スカートもぐり ～スカートの中のエロス～（10月8日、アロマ企画）
- 焦らして… 見つめて接吻（10月22日、アロマ企画）
- 美尻 THE まにあ（11月19日、みるきぃぷりん♪）

2007年
- 禁断変態レズ学園（2月2日、アウダースジャパン）
- DOKIレズ 7（2月2日、アウダースジャパン）
- いじめ　女子校生（4月5日、アイエナジー）
- 禁断実録同性愛者の館Ⅱ（4月6日、アウダースジャパン）
- DOKIレズ 9（4月6日、アウダースジャパン）
- ロリータ 黒人ミサイル（4月19日、アイエナジー）
- チ○ポで顔ヲ犯ス（5月17日、SODクリエイト）
- ビンタでイク女 2 （7月2日、グローリークエスト）
- 少女体罰3（7月4日、中嶋興業）
- 美尻の美学（7月4日、ミル）
- ロ●ータ破壊（7月19日、アイエナジー）
- パイパン娘30人 パイパン大運動会（12月13日、カルマ）

2008年
- FELLATIO FESTIVAL 9（5月1日、アイデアポケット）

2009年
- 少女陵辱ロリータ射精堂（1月31日、jump-av）
- 究極の妄想発明シリーズ第12弾 マネキン化スプレー（2月19日、ROCKET）自ら女子高生笑顔マネキンになる
- F県M郡の炭鉱労働者の村に性欲処理用に女を拘束して便器化している「射精公衆便女」が存在した!!（3月19日、SODクリエイト）
- 若妻レイプ！禁断の貞操帯（3月30日、大洋図書）
- 女児の淫汁シミパンチュ（3月31日、jump-av）
- 女子校生れず 先輩と私 83（5月15日、U&K）

### オリジナルビデオ
- 雨月物語 若妻の祟り（2011年8月3日、アルバトロス）